# Tillandsia abbreviata
Tillandsia abbreviata är en gräsväxtart som beskrevs av Hans Edmund Luther. Tillandsia abbreviata ingår i släktet Tillandsia och familjen Bromeliaceae. Inga underarter finns listade i Catalogue of Life.